# Хохрайтер, Йозеф Бальтазар
Йозеф Бальтазар фон Хохрайтер (нем. Joseph Balthasar Hochreither; 16 апреля 1669, Зальцбург — 14 декабря 1731, Зальцбург) — австрийский композитор и органист. Работал всю жизнь в Австрии (Ламбахское аббатство и Зальцбург).

## Биография

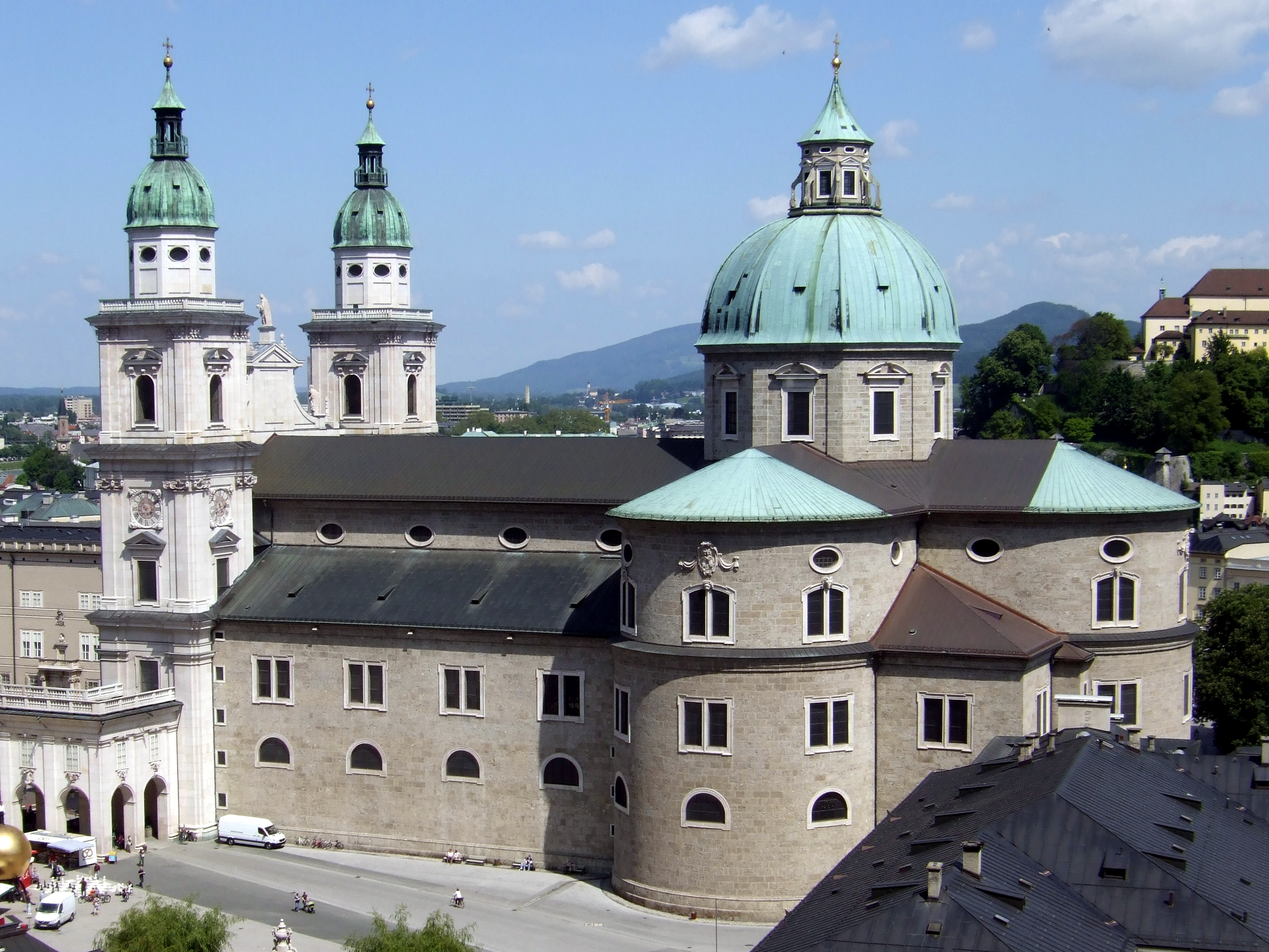
Зальцбургский собор

Йозеф Бальтазар Хохрайтер происходил из семьи музыкантов из Зальцбурга. Его родителями были Каспар и Люсия Хохрайтер. Сообщается, что его отец и дед были певцами и хористами в Зальцбургском соборе на протяжении более 40 лет. Тесные отношения его родителей со всем музыкальным сообществом Зальцбургского собора, вероятно, помогли ему выбрать подходящих учителей. Невозможно доказать, проходил ли Хохрайтер обучение у Георга Муффата, который был придворным органистом в Зальцбурге с 1678 года (молодой музыкант, несомненно, был поражен яркой индивидуальностью этого органиста). Поскольку Хохрайтер был зачислен в гимназию как «Rudimentista ex Capella» по крайней мере с 1681 года, его членство в Зальцбургской капелле также задокументировано. С 1684 года главой этого знаменитого учебного центра был Генрих Игнац Франц фон Бибер, который, следовательно, должен был стать ещё одной важной фигурой в обучении молодого Хохрайтера. Невозможно доказать, изучал ли он также композицию под индивидуальным руководством Бибера, но общие уроки теории музыки были частью повседневной жизни в Капельхаусе. Пока неизвестно, каков был дальнейший путь его ученичества. Единственной конкретной зацепкой является упоминание о степени магистра, которую он получил в Зальцбургском университете в 1688 году.

### Ламбахское аббатство

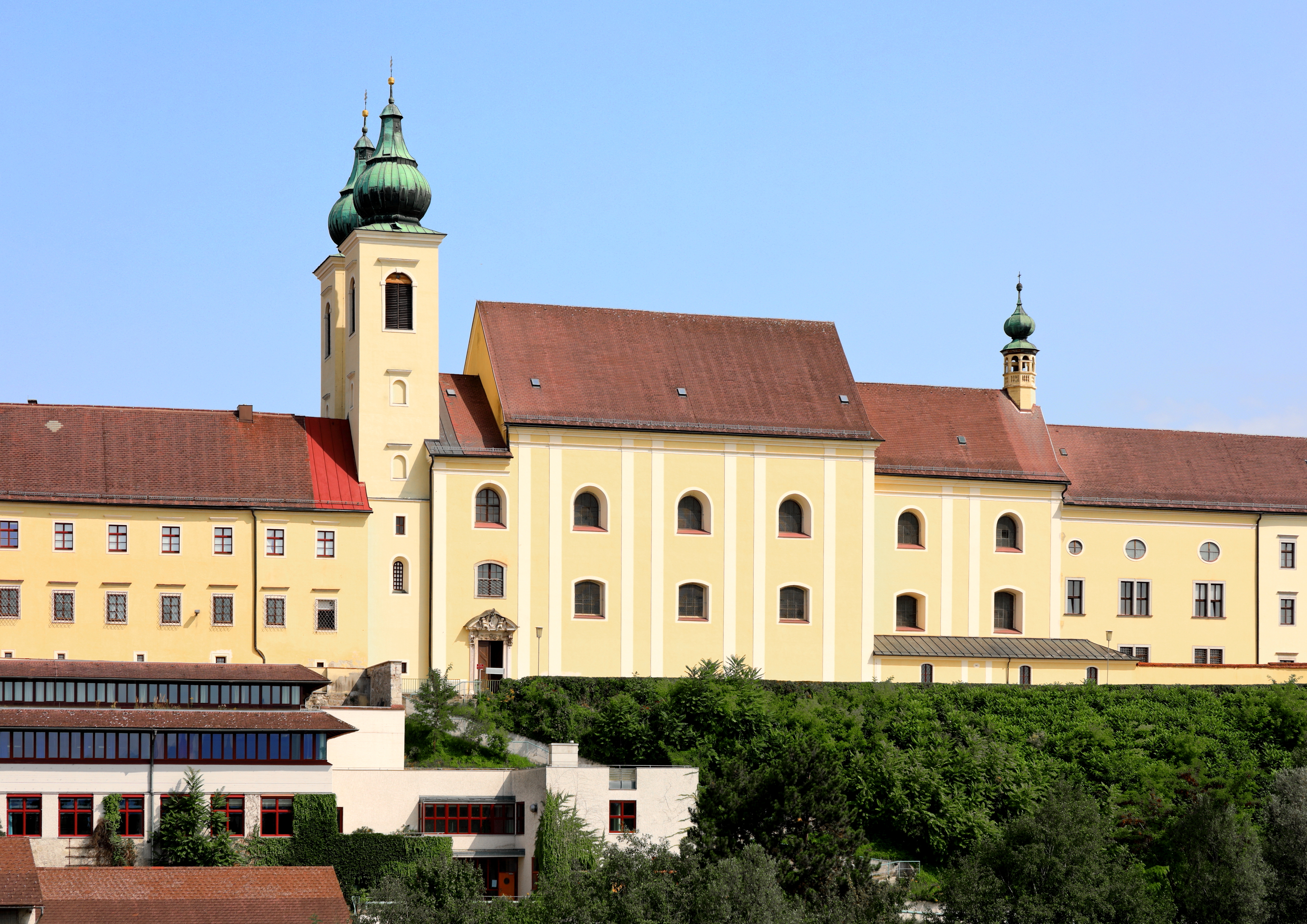
Коллегиальная и приходская церковь Успения Пресвятой Богородицы в Ламбахе

Предположительно с 1694 года Хохрайтер стал органистом и преподавателем хора в аббатстве Ламбах, сменив Бенджамина Людвига Рамхауфского (около 1631—1694). Там он стремился улучшить качество монастырской музыки и неоднократно присылал свои собственные произведения. Почти все сочинения Хохрейтера сохранились в Ламбахе. Особого упоминания заслуживают три большие праздничные мессы: Missa ad multos annos (1705, для благословения Максимилиана Пагля), Missa Genethliaca (1705) и Missa festa Jubilus sacer (1731). Стилистически произведения Хохрайтера следуют традициям южногермано-австрийского высокого барокко и содержат отголоски духовной музыки Бибера и Муффата.
В январе 1708 года Хохрайтер написал своему работодателю, аббату Максимилиану Паглю, подробное письмо с жалобой, в котором перечислил недостатки церковной музыки в Ламбахе и потребовал её улучшения. Это письмо сохранилось в монастырских архивах до наших дней и является уникальным документом об общем характере музыкального искусства в монастыре в начале XVIII века.

### Зальцбург
Из-за давнего недовольства и финансовых трудностей Хохрайтер искал новую должность после более чем 25 лет службы в Ламбахе. Наконец он нашел таковую в придворной часовне Зальцбурга, куда его наняли в качестве органиста собора в 1721 году. Хотя Хохрайтер, возможно, продолжал свою композиторскую деятельность в Зальцбурге, почти ни одно из его произведений этого периода не сохранилось.
Он был похоронен на кладбище Святого Петра в Зальцбурге.

## Творчество
Интенсивная исследовательская работа в Ламбахе, начатая в 2002 году, выявила многие сочинения Хохрайтера и его предшественника Людвига Рамхофского, и их мессы (Месса № 23 Рамхофского и Месса ad multos annos Хохрайтера) теперь исполняются. Под руководством Гунара Летцбора с ансамблем Ars Antiqua Austria и хором мальчиков монастыря Св. Флориана месса Хохрайтера Missa Jubilus sacer (1731) была записаны и вылущены на CD («Gloria in Excelsis Deo») вместе с его Реквиемом (1712).

## Издания и записи
- Vesperae Joannis Hochenreitter Joseph Balthasar Hochreither de Anno 1706 in folio.[3]
- Реквием (1712); Missa Jubilus sacer (1731). «St. Florianer Sängerknaben», Ars Antiqua Austria, дир. Гунар Летцбор. Pan Classics PC 10264.